# Vatnsfjörður (Ísafjarðardjúp)
Dieser Vatnsfjörður ist ein kleiner kurzer Fjord in den Westfjorden im Nordwesten Islands. 
Dieser Fjord liegt innen im Ísafjarðardjúp in der Landgemeinde Súðavík. Er ist kaum 1 Kilometer breit und reicht 1,5 Kilometer weit ins Land. Die Nachbarfjorde sind der Mjóifjörður im Westen und der Reykjarfjörður und der Ísafjörður im Osten. Im Fjord liegen vier Höfe, von denen nur noch einer ständig bewohnt ist.